# Кастрофіліппо
Кастрофіліппо (італ. Castrofilippo, сиц. Castrufilippu) — муніципалітет в Італії, у регіоні Сицилія,  провінція Агрідженто.
Кастрофіліппо розташоване на відстані близько 520 км на південь від Рима, 95 км на південь від Палермо, 15 км на схід від Агрідженто.
Населення — 2992 особи (2014).

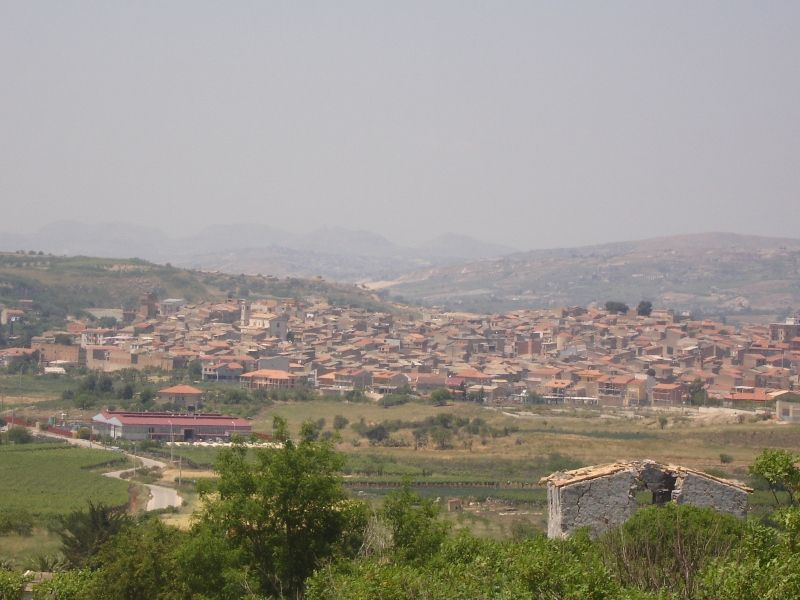

Щорічний фестиваль відбувається 17 січня. Покровителі — святий Антоній Великий.

## Демографія
Населення за роками:

Станом на 1 січня 2023 року в муніципалітеті офіційно проживало 40 іноземців з 12 країн, серед них 21 громадянин країн Євросоюзу.

## Сусідні муніципалітети
- Канікатті
- Фавара
- Наро
- Ракальмуто